# 美軍慰安婦 (韓國)
韓國美軍慰安婦廣義上指为在韓國駐韓美軍、聯合國軍和韓國國軍提供性服务的女性，當中也包括被強徵的朝鮮人民軍女軍和被韓國公司聘請的外國女性等。美軍慰安婦另外又有洋公主（韓語：양공주）、洋基妓女（양갈보）、韓國軍慰安婦、聯合國軍慰安婦等多種稱號，而來自菲律賓的女性則被稱作（多汁女孩）。
在1990年代初之前，（慰安婦）經常被韓國媒體和官員用來形容為美軍服務的妓女，但日軍在二戰時徵召的性奴隶也被稱作「慰安婦」，因此後來媒體開始轉用「洋公主」以避免混淆，而兩個女權運動在踏入1990年代後也開始各自發展。現今部分韓國媒體則稱之為「美軍慰安婦」（미군 위안부）。

## 歷史

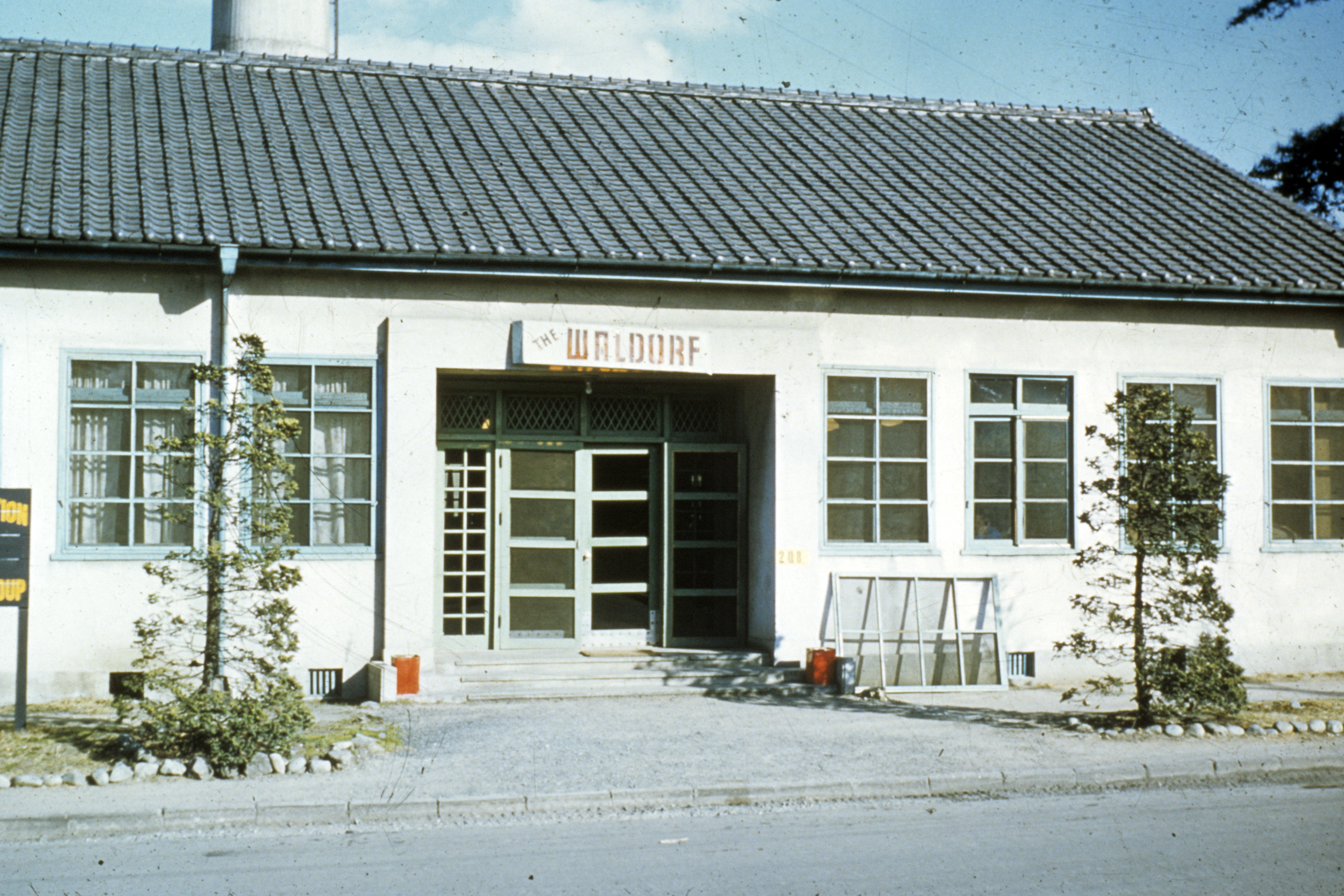
1950年代的駐韓美軍兵舍

20世纪50年代，以駐韓美軍为对象进行性交易的女性人数约为1万人。60年代，以驻韩美军为对象进行性交易的女性人数约为1万3千人。70年代，以驻韩美军为对象进行性交易的女性人数约为9千人。80年代90年代，以驻韩美军为对象进行性交易的女性人数约为数百人。其中，部分女性屬於自願，部分被強迫從娼。截至2009年，每年被販運至韓國成爲妓女的人中，有約3,000至4,000人，即90%，來自東南亞。儘管性服務自1948年起被禁止，爲非法，美軍軍營附近的基地村仍在事實上受執法豁免。2011年發表在《亞洲女性研究期刊》上的文章甚至表示，在韓國的妓女已是美韓關係的一部分。
2004年關於1990年代美軍慰安婦情況的期刊文章顯示，為美軍服務的妓女被其他韓國人視為社會的最低下階層。1997年出版的書稱，美軍慰安婦的地位在韓國賣淫業中也是最低層次。
2012年，駐韓美軍一则公益广告指，夢想成爲歌手及偶像的年輕女性被誘騙至韓國受性剝削，並於YouTube發佈影片稱，在果汁吧購買高價飲料即支持人口販運，一種現代形式的奴役。2014年6月，122名曾經的美軍慰安婦於韓國起訴並勝訴。7月，駐韓美軍的《零容忍政策》指，「聘請妓女與軍隊的核心價值不相容」。10月，駐韓美軍禁止美軍人員前往允許購買飲料以獲得侍應生的陪伴，有效打擊駐韓美軍軍營附近此類酒吧、果汁吧。

### 美軍管治時期與第一、二共和國
1945年9月，美軍佔領韓國，同時接管曾被日軍使用的慰安所，1946年，駐朝鮮美國陸軍司令部軍政廳將韓國性服務業定為非法行業。在美軍管治下，韓國社會對妓女普遍存在偏見，但她們的數目在1953年依然繼續上升至一萬七千三百人。1950至60年代，60%的韓國妓女工作於美軍基地周邊範圍。在韓戰期間，韓國國軍管理著兩種慰安所，一種是為聯合國維和部隊服務的「UN慰安所」（UN위안소），而另一種則是為韓國國軍服務的「特別慰安所」（특수위안소）。「UN慰安所」由地區政府和警察管理運作，大部分服務「UN慰安所」的慰安婦都是為了家庭而工作的已婚女性，而一些女性也在未經許可下被貨車運到前線服務。前駐越韓國軍司令蔡命新在其自傳《死線之外》（사선을 넘고넘어）中提到，「制定軍中慰安婦制度強化了軍隊的士氣，並避免了性傳播疾病的發生，而且有觀點認為這個制度幫助了當時在社會上缺乏保護的無牌妓女。我不想破壞軍隊的聲譽，但我認為這些是無可否認的事實。」
在1951至1954年期間，這些慰安婦被統稱為「特殊慰安隊」（특수위안대），部分韓國軍兵又戲稱其為「第五類供給」。 1960年，韓國國會中有議員催促韓國政府為美軍訓練妓女，以避免美軍轉到日本消費。時任大韓民國內務部部長李相喆回應指政府已經改善了為美軍服務的「妓女供應」。

### 軍政府時期

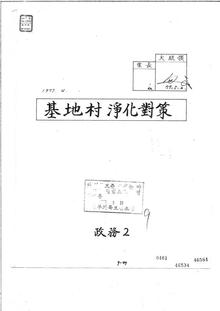
韓國總統朴正熙於1977年下令開展基地村淨化行動，教育慰安婦性病相關知識

東豆川市是多個美軍基地的集中地，該區開設有多間設有性服務的酒吧

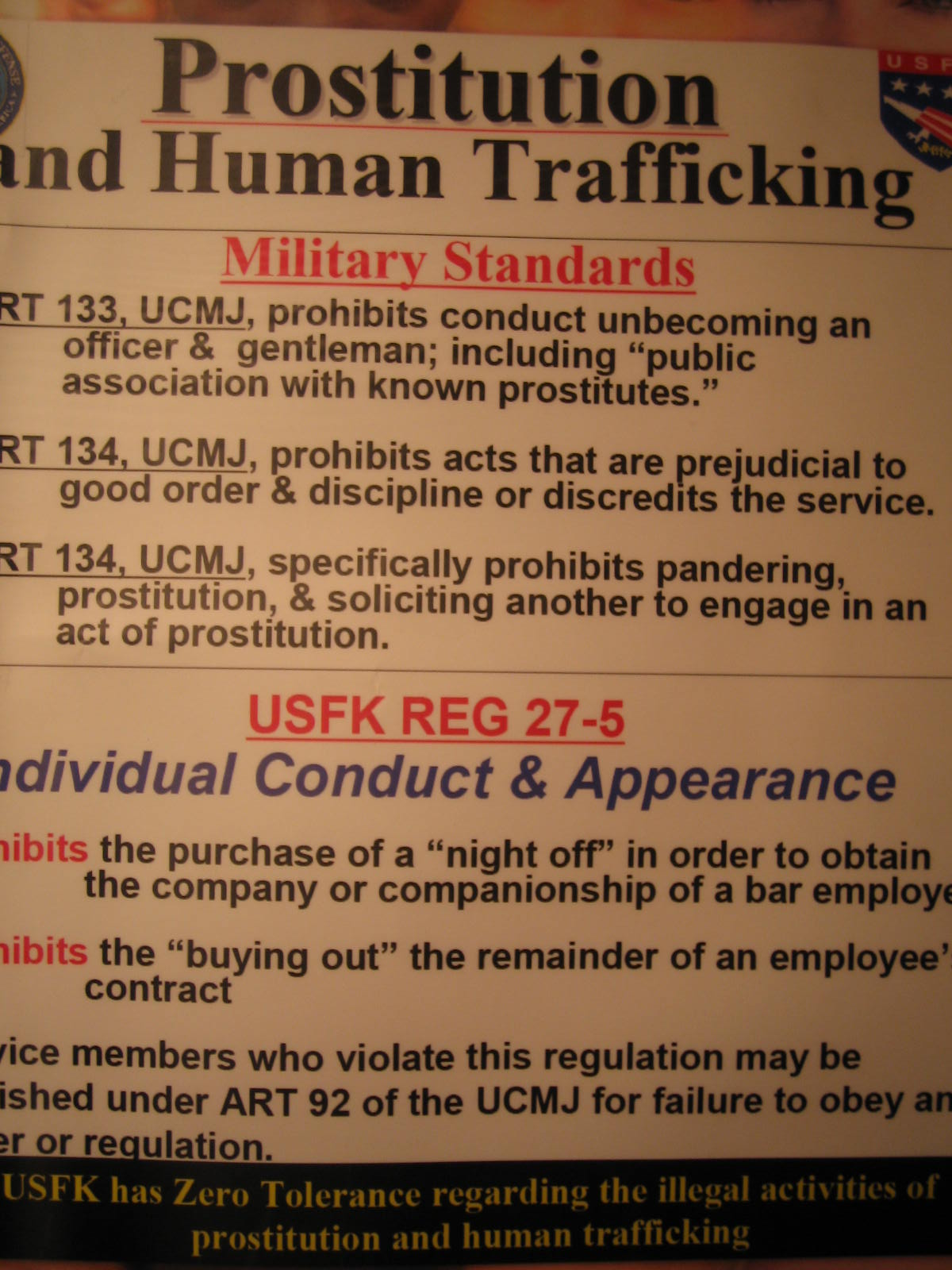
駐韓美軍豎立了有關召妓和人口販賣的警告牌

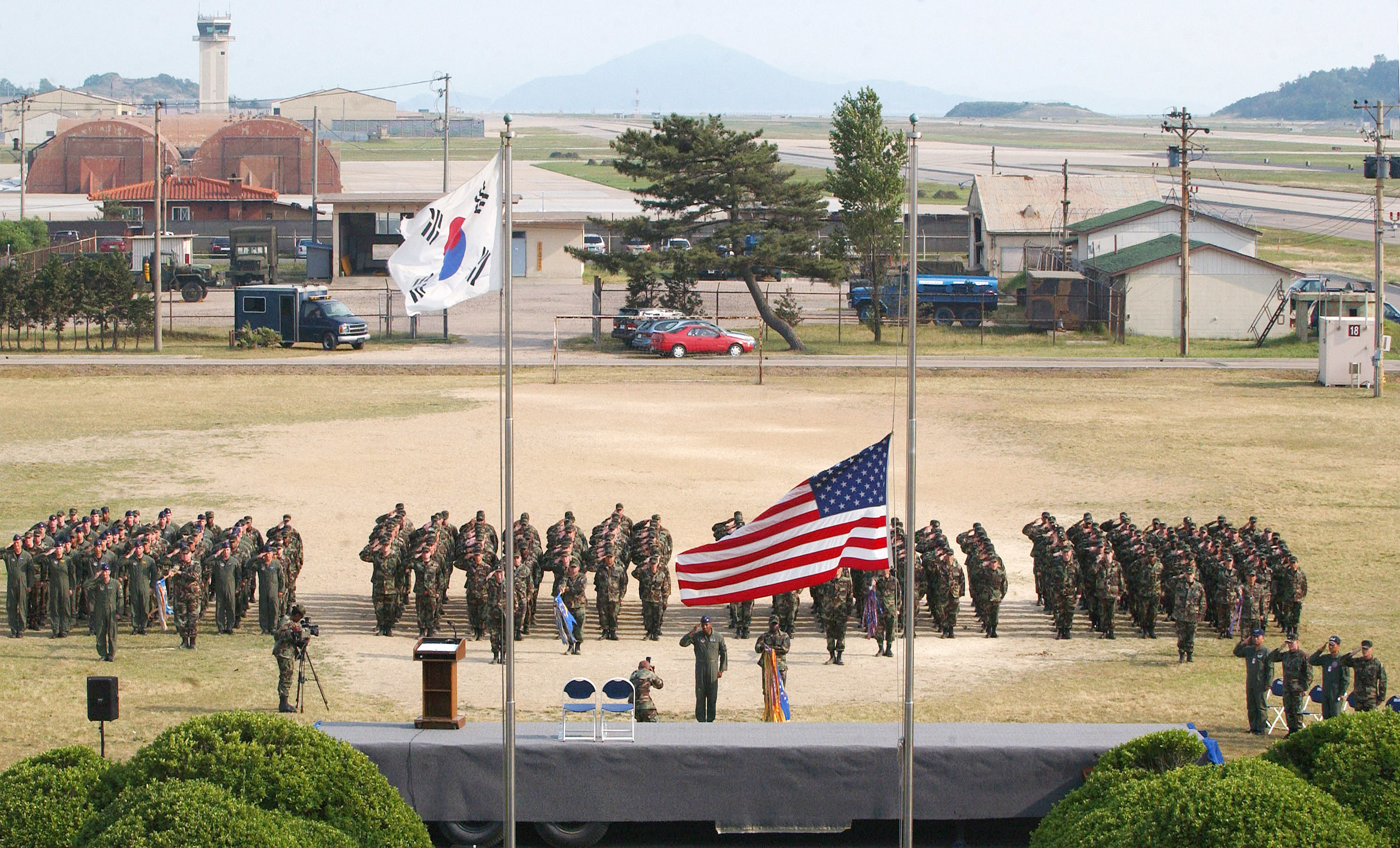
群山空軍基地裡的美國空軍士兵

朴正熙在五一六軍事政變後開始管治韓國，他在奪權後對韓國性服務業採取鼓勵態度，從而向美軍賺取收入，其中包括通過保護為美軍服務的妓女免被檢控、以及將她們工作的基地村設定為「特別旅遊區」，向G.I.俱樂部提供酒精免稅優惠，而這些俱樂部則每月向韓國銀行繳交500元美金。1962年，二萬名女性登記成為「軍營鎮」的慰安婦，她們在之後出席了由政府贊助的英語課程，並被韓國政府稱讚為「賺取美軍的真正愛國者」。領導基地村淨化行動的青瓦台官員曾建議韓國慰安婦學習日本慰安婦的精神和態度，時任韓國總統秘書室官員洪鍾哲亦曾提議為慰安婦建造公寓。
1970年代，「軍營鎮」地區已成為性傳播疾病和種族歧視的溫床。患上性病的美軍人數由1970年的每1000人中有389人，上升至1972年的每1000人有692人。對此，韓國內務部於1971年8月與衛生部門合作，教育慰安婦有關性傳播疾病的資訊。駐韓美軍憲兵隊與韓國政府也會定期對「軍營鎮」地區的慰安婦進行巡查，以打擊性傳播疾病。一些被認為會傳播疾病的慰安婦會被官員帶走，並拘押在有「猴子屋」之稱、裝有鐵欄的房間，這些慰安婦需強制性服用會作嘔的藥物直至康復。1970年代，美軍要求在俱樂部服務的慰安婦隨身攜帶「性病卡」。韓國政府向慰安婦灌輸健康意識，指她們服務美軍時需保持身體健康和潔淨以及合作的態度，這對韓國的發展和安全有莫大貢獻。
美軍軍中的非裔美國人被居住在「軍營鎮」地區的韓國人歧視，該區的俱樂部也把白人和黑人分開服務，一些非裔軍人因此向「軍營鎮」地區的居民發洩怒火。1971年7月9日，50名非裔美軍發動了一場示威暴動，破壞了漢弗萊營附近的數間俱樂部，韓國居民其後以鐮刀追擊這些軍人，需出動美軍憲兵向韓國警察請求支援，平息動亂。1971年12月22日，總統朴正熙開展了基地村淨化行動，教育慰安婦不要種族歧視，以及強制關閉掛上了種族歧視標語的俱樂部。

### 第六共和國時期
1990年代，慰安婦被視為韓國反美情緒的象徵。1992年，美軍基地附近共有18,000名已註冊和9,000名未註冊的慰安婦。當年10月28日，於東豆川市軍營鎮附近一間酒吧工作的職員尹今伊（윤금이）被一名美軍殺害，她的陰道和肛門分別被插進瓶子和雨傘。1993年，美國政府向尹今伊的家屬發放約72,000美元的賠償，但這次事件並未得到社會關注，相反兩年後在沖繩發生的12歲女童被美國海軍陸戰隊員強暴事件則引發了社會對美軍性罪行的極大關注。
自1990年代中期開始，韓國的慰安婦行列中開始出現俄羅斯、烏茲別克、哈薩克和菲律賓女性，她們的數量在2000年代開始更佔了八成以上。然而有報導指許多都並非出於自願，有些更是經非法人口販賣輸入韓國，被視作性奴隸。
1999年8月，東豆川市一間酒吧的東主被控人口販賣罪，案情指他把超過一千名菲律賓及俄羅斯女性帶進韓國向美軍提供服務，但韓國法院駁回控罪。在2000年和2002年，分別有5名和12名被鎖在群山市賣淫場所的慰安婦在火災中喪生。2002年，福斯電視台報導指一些被販賣至韓國的女性遭強逼向美軍提供性服務，有美軍隊員供認指俱樂部和酒吧會對女性舉辦競投，因此這些女性必需賺回龐大的費用以贖回護照和自由。2002年5月，美國國會議員要求時任美國國防部長對此事展開調查，美國國防部在同年6月承諾會調查人口販賣的指控。2003年，漢城（今首爾）地方法院判決三間位於凱西營的俱樂部需要向被逼提供性服務的菲律賓女性作出賠償。這些俱樂部在她們抵達後就把她們鎖上並沒收護照，又毆打她們和強制她們墮胎，亦未提供足夠食物。菲律賓駐韓大使館也介入了該次案件，而國際移民組織在案件審理前也曾對韓國走私人口的情況進行調查，並向位於瑞士日內瓦的總部提交報告。當年，韓國政府停止向俄羅斯女性發放簽證，人口販賣者於是透過假結婚等手段繼續營運，並引入了更多菲律賓女性。2005年，菲裔和俄裔女性佔了「軍營鎮」九成以上的慰安婦人口。
2005年，東豆川市一間夜總會的東主黃肅向（Hwang Sook-hyang；音譯）被控操控性工作者，判緩刑10個月和160小時社會服務令，他其後在一宗民事訴訟中再因為強逼一名菲裔女性於2004年2月8日至3月3日期間向美軍提供性服務，而被判賠償5,000美元。該名菲律賓女性是在2004年被一間韓國公司招聘作夜總會歌手，但她在抵達韓國後卻被鎖在夜總會內，被逼向美軍提供性服務。大部分酒吧設有一種制度，如果這些女性的銷售額未達目標就會被逼賣淫。美軍士兵通常會付出150美元來把女性從夜總會帶到酒店，而提供性服務的女性則只能從中獲得40美元。2009年，菲律賓駐韓大使館設立了關注名單，記錄曾有菲律賓女性被逼提供性服務的娛樂場所，並與美軍分享資訊，希望美軍能禁止士兵前往這些場所。然而即使韓國禁止賣淫，美軍的「軍營鎮」地區實際上被排除於掃蕩行動以外。
2010年，菲律賓政府停止批准致使菲律賓女性在駐韓美軍軍營附近工作的合同。2011年，美國陸軍第8集團軍設立了防止性侵犯工作组，對駐韓美軍的性罪行展開調查。2012年，美國國務院發表報告指駐韓美軍基地附近的賣淫問題屬韓國人口販賣的關注點之一。同年，駐韓美軍一則公益廣告指，「現在，年輕女性被誘騙到韓國，以為她們會成為歌手和舞者。而實際上，她們會被性剝削，以養家餬口。」然而，一些指揮官繼續允許士兵光顧這些果汁吧，只要他們沒有被發現直接參與賣淫或人口販賣。2013年6月，駐韓美軍副司令贊馬克·尤亞斯中將將烏山空軍基地外所有果汁吧列為第七航空队人員所禁止，反引發当地持续三周的大规模抗议活动。Jouas将军則指，此舉成功使该地区大多数果汁吧關停。
2014年6月25日，122名曾服務美軍的韓國慰安婦指控韓國政府與美軍合謀禁錮她們，每人求償一千萬韓圓。韓國法院判決每人獲賠約4,240美元、五百萬韓圜。7月，駐韓美軍的《零容忍政策》指，「聘請妓女與軍隊的核心價值不相容」。10月，駐韓美軍禁止美軍人員前往允許購買飲料以獲得侍應生的陪伴，有效打擊駐韓美軍軍營附近此類酒吧、果汁吧。

## 後代影響
美軍與亞裔慰安婦所誕生的嬰兒被稱為（美亞人），而他們多會在士兵回美時遭捨棄。1970年代，美軍與韓國慰安婦所生數量過千，他們在當地時常成為種族歧視的目標，得到「洋公主混蛋」（양공주쌔끼）、「黑鬼」（깜둥이）等歧視性的稱號。居住在美軍基地附近的韓國慰安婦往往很難避免社會的目光，因此她們的唯一希望是嫁給美軍軍人並移民到美國，而一些美軍軍人也會為這些慰安婦付清債款以換取她們的自由，並把她們娶回家；一些美軍士兵也在2002年幫助菲律賓女性逃離娛樂場所。2009年，凱西營附近一間有政治背景支持的娛樂場所要求美軍阻止士兵以結婚之名奪走他們的女孩。2010年6月，美軍開始尋找曾在韓國丟棄妻子或孩子的美國軍人。因為這個歷史，導致現今多數韓國人對曾經與白人交往或與外國人結婚的韓國女性持有負面印象。截至2010年，超過十萬名韓國女性嫁給了美軍軍人並移居到了美國。一名與西班牙人結婚的韓國女性受訪時表示，幾乎每一名中年韓國人在她與丈夫牽手時都會把她由頭到腳審視一番。一名駐韓美軍與韓國慰安婦所生的混血兒葛蕾絲·趙（Grace M. Cho）所著的《尋找散居海外的韓國人：恥辱、秘密，以及被遺忘的戰爭》於2010年獲得了美國社會學協會的最佳亞洲書籍獎。
一名韓國慰安婦曾向《紐約時報》指她們是美韓共同防禦條約的最大犧牲者，並期望得到合理的賠償和道歉。

## 大眾文化

### 電影
- 《惡夜》（악야，1952年、申相玉）[103][104]
- 《地獄》（지옥화，1958年、申相玉）[103][104]
- 《故鄉之春》（아름다운 시절，1998年、李光模）[49]
- 《收件人不詳（英语：Address Unknown (2001 film)）》（2001年、金基德）[49]

### 舞台劇
- 《七姊妹》（일곱집매）[105][106]

### 小說
- 《金矮子》（쇼리 킴，1957年、宋炳洙（朝鲜语：송병수））[49]
- 《誤發彈》（오발탄，1961年、俞賢穆）[49]

### 紀錄片
- 《阿里郎營》（Camp Arirang，1995年）

## 圖庫

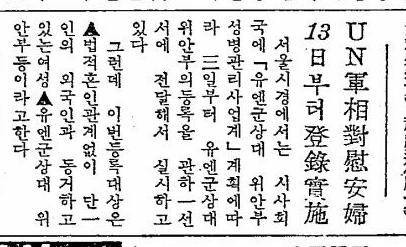
1961年9月14日刊登於東亞日報上的報導，指漢城警察（今首爾地方警察廳）正為慰安婦進行註冊手續，而她們將成為聯合國軍在當地的短期伴侶
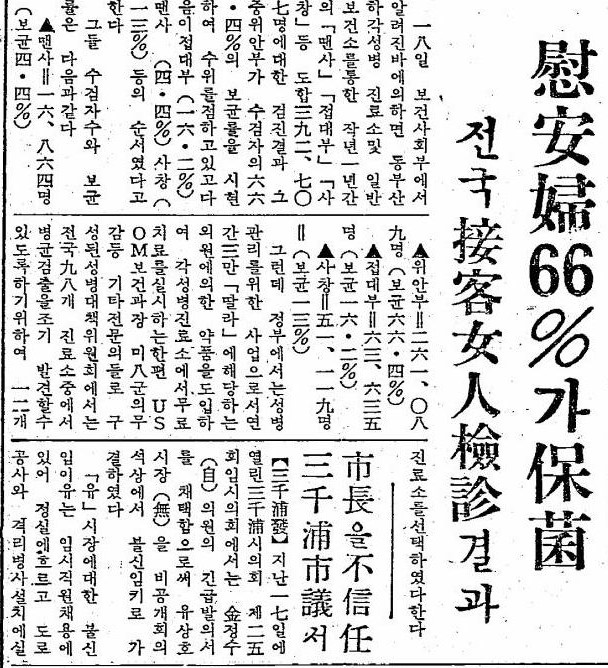
一份報導指有66%的韓國慰安婦感染性病（1959年10月18日）
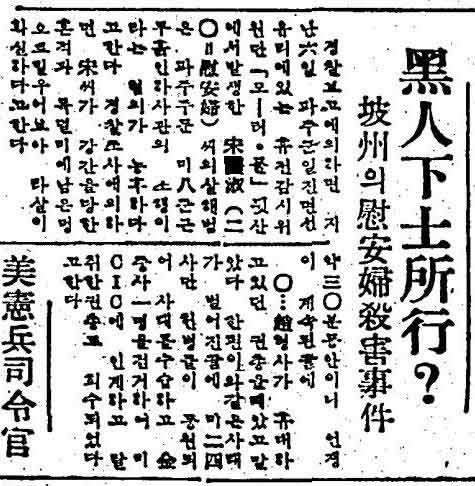
一份報導指有慰安婦在坡州疑似遭美軍黑人下士殺害（1957年5月1日）
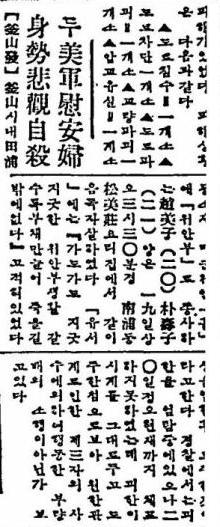
1957年7月21日的報導，指兩名慰安婦在釜山自殺

## 延伸閱讀
- 한국군도 '위안부' 운용했다. （页面存档备份，存于） 오마이뉴스. 2002年2月22日 
- 한국군 '특수위안대'는 사실상의 공창 （页面存档备份，存于） 오마이뉴스. 2002年2月26日 
- 한국군 위안부 문제, 뇌관은 남아있다 （页面存档备份，存于） 오마이뉴스. 2002年4月8日 
- "베트남전 때도 '위안대' 운용 계획" （页面存档备份，存于） 오마이뉴스. 2002年3月4日 
- 한국전쟁에 한국군위안부 있다-수유너머 （页面存档备份，存于） 